# Die spanische Fliege (1955)
Die spanische Fliege ist ein deutscher Spielfilm von Carl Boese aus dem Jahr 1955 nach dem gleichnamigen Schwank von Franz Arnold und Ernst Bach aus dem Jahr 1913.

## Handlung
Beim Rechtsanwalt Ambrosius erscheinen nacheinander vier Herren der besseren Gesellschaft einer kleinen Stadt. Es sind dies der Schaufensterpuppenfabrikant Heinrich Klinke, der Lederwarenfabrikant Breilmann, der Modehausbesitzer Hugo Sommer und der Sägewerksbesitzer Hartmann. Bis auf Hugo Sommer gehören sie dem Daxburger Stadtrat an. Ambrosius teilt jedem Einzelnen seiner Besucher mit, dass dieser mit einer ehemals in der Nachtbar „Clou“ arbeitenden Tänzerin ein Kind gezeugt habe. Alle vier erklären sich bereit, die fälligen Alimente zu zahlen, allerdings unter der Bedingung, dass niemand etwas davon erfährt. Die „spanische Fliege“, wie die Tänzerin genannt wurde, hat die Stadt inzwischen verlassen.
Zwanzig Jahre später hat der Stadtrat darüber zu entscheiden, ob Daxburg ein eigenes Amtsgericht bekommen soll oder nicht. Eigentlich ist eine Zustimmung vorauszusehen, aber Hugo Sommer ist der erste, der sich Gedanken macht, denn dann würden die Akten über seine Vaterschaft in die Stadt kommen. Im Vertrauen wendet er sich an seinen Freund Heinrich Klinke und weiht ihn in sein Geheimnis ein. Mit Erstaunen stellen sie fest, dass sie viele Jahre für ein und dasselbe Kind bezahlt haben. Aber nicht nur deshalb ist Klinke außer sich vor Zorn, erfährt er doch, dass er einen Prozess gegen den in seiner Firma beschäftigten Bildhauer Pollack verloren hat. Dessen Rechtsanwalt war der junge Dr. Gerlach, der seiner Tochter Hannelore den Kopf verdreht hat. Doch so einfach kann er den Anwalt nicht in seine Schranken weisen, denn dieser ist auf „unredliche“ Weise in den Besitz der Akten gekommen, die die Zahlung der Alimente betreffen. Schweren Herzens will Klinke die Zustimmung zur Verbindung seiner Tochter mit dem Anwalt geben, möchte dafür aber von diesem die gewünschten Unterlagen haben. Aber selbst wenn Dr. Gerlach ihm diese geben wollte, es ginge nicht, da noch zwei weitere angesehene Bürger der Stadt auch in den Fall verwickelt sind. So sind es also vier Väter, die für dasselbe Kind gezahlt haben.
Das sind aber der Peinlichkeiten nicht genug. Es stellt sich nämlich heraus, dass der Daxburger Wohltätigkeitsverein Steuern bezahlen soll. Und zwar für die über 20 Jahre eingenommenen Spenden unbekannter Gönner. Da die vier Herren, deren Ehefrauen im Vorstand des Wohltätigkeitsvereins sitzen, auf keinen Fall möchten, dass diese die Zusammenhänge erkennen, hat Dr. Gerlach nun die Fäden in der Hand. Die Turbulenzen, die jetzt entstehen sind nicht mehr in Worte zu fassen, aber alles wird gut.

## Produktion
Die Dreharbeiten fanden vom 14. Dezember 1954 bis 13. Januar 1955 im Filmatelier Göttingen, in Adelebsen (bei Göttingen) und in Hannoversch Münden statt. Der Film erlebte seine Uraufführung in der Bundesrepublik am 1. März 1955 im Kino Capitol in Göttingen.

## Kritik
Das Lexikon des internationalen Films schreibt über den Film, dass der „uralte Topos vom biederen Spießer, der wegen angeblicher oder wirklicher Seitensprünge in die Bredouille gerät, schon in der unverwüstlichen Bühnenposse von Arnold und Bach auf niedrigstem Niveau abgehandelt [wird], in dieser abgeschmackt albernen Verfilmung [aber] seinen Tiefpunkt [erreicht].“